# رويس
بلدية رويس (بالإسبانية: Rois)‏، هي إحدى بلديات مقاطعة لا كرونيا إحدى مقاطعات إسبانيا، و التي تقع في منطقة جليقية شمال غرب إسبانيا.
يبلغ عدد سكانها 5.123 نسمة وفقاً لإحصائية سنة (2002).

## أعلام
- خيسوس بلانكو فيلار